# Абрамово (Тьомкинський район)
Абрамово (рос. Абрамово) — присілок в Тьомкінському районі Смоленської області Росії. Входить до складу Вязіщенського сільського поселення. Населення — 33 мешканця (2007).
Розташоване в східній частині області в 15 км на північний захід від Тьомкіна, в 12 км північніше автодороги Р132 Вязьма — Калуга — Тула — Рязань, на березі річки Угра. В 17 км на північний схід від села розташована залізнична станція Тьомкін на лінії Вязьма — Калуга.

## Історія
У роки Німецько-радянської війни присілок був окупований гітлерівськими військами в жовтні 1941 року, звільнений в березні 1943 року.